# Армо
Армо (итал. Armo) — коммуна в Италии, располагается в регионе Лигурия, в провинции Империя.
Население составляет 119 человек (2008 г.), плотность населения составляет 13 чел./км². Занимает площадь 9 км². Почтовый индекс — 18026. Телефонный код — 0183.

## Демография
Динамика населения:

## Администрация коммуны
- Официальный сайт: